# 哈廷 (哈里亚纳邦)
哈廷（Hathin），是印度哈里亚纳邦Faridabad县的一个城镇。总人口10913（2001年）。

## 人口
该地2001年总人口10913人，其中男性5875人，女性5038人；0—6岁人口2026人，其中男1072人，女954人；识字率58.54%，其中男性为68.87%，女性为46.51%。